# Martínez (Buenos Aires)
Martínez is een plaats in het Argentijnse bestuurlijke gebied San Isidro in de provincie Buenos Aires. De plaats telt 65.859 inwoners.

## Geboren
- Noel Barrionuevo (1984), hockeyster